# Sound Techniques
Sound Techniques était un studio d'enregistrement londonien fondé en 1964 qui devint rapidement l'un des studios indépendants les plus populaires d'Angleterre. En 1974 le studio, depuis toujours situé sur la Old Church Street à Chelsea, a fermé.
Plusieurs groupes célèbres y ont enregistré durant l'âge d'or des studios. Parmi les plus célèbres clients, on retrouve Pink Floyd, Jethro Tull, John Cale, The Who, Nick Drake, Elton John, The Yardbirds, Fairport Convention et Stackridge. Le technicien chef de plusieurs enregistrements de la fin des années 1960 et du début des années 1970 était Victor Gamm.